# 둥즈먼역
둥즈먼역(東直門站, 东直门站, 동직문참)은 중화인민공화국 베이징시에 있는 베이징 지하철 2호선, 13호선, 수도공항선의 3개 노선이 만나는 환승역이다. 1984년 9월 20일 2호선의 전 구간이 개통되면서 영업을 시작하였고, 2003년 1월 28일 13호선이 개통되면서 환승역이 되었다. 2008년 7월 19일에는 수도공항선이 개통하였다.

## 위치
이 역은 둥즈먼 외대가, 둥즈먼 내대가, 둥즈먼 남대가, 둥즈먼 북대가의 교차로에 위치하고 있다. 수도공항 고속공로에서 북쪽에 위치한다.

## 역사
- 1984년 9월 20일 - 2호선 개통
- 2003년 1월 28일 - 13호선 개통
- 2008년 7월 19일 - 수도공항선 개통

## 역 구조

### 승강장 구조
| 지면                  | 출구                                     | A—H출구                                                                                             |                                     |
| 지하 1층              | 대합실                                   | 고객 서비스 센터, 자동 발매기, 환승통로, 버스 환승센터, 2·13호선과 공항선 대합실 비운임 구역간 연결 |                                     |
| 지하 2층 (2호선)      |                                          | ← ■ 2호선 외선순환 방면(융허궁)                                                                     |                                     |
| 지하 2층 (2호선)      | 섬식 승강장, 왼쪽 출입문이 열림          | |                                     |
| 지하 2층 (2호선)      | → ■ 2호선 내선순환 방면(둥쓰스탸오)      | |                                     |
| 지하 2층 (13호선)     | 상대식 승강장, 오른쪽 출입문이 열림      | 상대식 승강장, 오른쪽 출입문이 열림                                                                 | 상대식 승강장, 오른쪽 출입문이 열림 |
| 지하 2층 (13호선)     | ← ■ 13호선 시즈먼 방면(류팡)             | |                                     |
| 지하 2층 (13호선)     | → ■ 13호선 하차용 승강장                 | |                                     |
| 지하 2층 (13호선)     | 상대식 승강장, 오른쪽 출입문이 열림      | |                                     |
| 지하 3층 (수도공항선) | 상대식 승강장, 오른쪽 출입문이 열림      | 상대식 승강장, 오른쪽 출입문이 열림                                                                 | 상대식 승강장, 오른쪽 출입문이 열림 |
| 지하 3층 (수도공항선) | ← ■ 수도공항선 하차전용 승강장           | |                                     |
| 지하 3층 (수도공항선) | → ■ 수도공항선 수도공항 방면(싼위안차오) | |                                     |
| 지하 3층 (수도공항선) | 상대식 승강장, 오른쪽 출입문이 열림      | |                                     |

## 출구
둥즈먼역에는 모두 7개의 출구가 있으며, 그 중 2호선은 4개의 출구가 있고(A북서, B북동, C남동, D남서), 13호선은 2개의 출구가 있고(G북,H동), 수도공항선은 E출구를 통해 지면이 맞닿아 있다.
| 출구                                 | 출구 인근                                                                                      |
| ------------------------------------ | ---------------------------------------------------------------------------------------------- |
| 出口 · A                             | 둥즈먼 내대가(북측)                                                                            |
| 出口 · B                             | 둥즈먼 외대가(북측), 둥즈먼 환승센터(东直门公交枢纽站)                                         |
| 出口 · C                             | 둥즈먼 외대가(남측), 긴자MALL, 둥팡 가든호텔(东方花园酒店)                                     |
| 出口 · D                             | 둥즈먼 내대가(남측), 둥즈먼 병원(东直门医院), 주란 빌딩(居然大厦), 궈화 투자빌딩(国华投资大厦) |
| 出口 · E                             | 둥즈먼 외대가(북측), 둥팡 긴자(东方银座), 톈헝 빌딩(天恒大厦)                                  |
| 出口 · G                             | 둥즈먼 북대가(동측), 샹허위안 소구(香河园小区)                                                 |
| 出口 · H                             | 둥즈먼 환승센터, 둥즈먼 외대가(북측), 둥얼환(东二环)도로                                       |
| 아이콘 설명: 경사로 \| 휠체어 리프트 |                                                                                                |

- 13호선 개통 초기의 둥즈먼역
- 2013년 13호선 둥즈먼역
- 수도공항선 둥즈먼역 하차용 승강장
- 수도공항선 둥즈먼역 대합실

## 역세권 정보
- 둥즈먼(東直門)
- 둥청구 소년궁(東城区少年宮)
- 베이징 시공안국 출입국 관리소(北京市市公安局出入境管理所)
- 난관 공원(南館公園)
- 둥즈먼 와이이유안(東直門外医院)
- 중국중의과학원(中国中医科学院)
- 둥즈먼이유안(東直門医院)
- 베이징시 둥즈먼 중학(北京市東直門中学)
- 베이징시 제163 중학(北京市第一六三中学)
- 베이징시 제55 중학(北京市第五十五中学)

## 같이 보기
- 베이징 지하철
- 베이징 지하철 2호선
- 베이징 지하철 13호선
- 베이징 지하철 수도공항선